# Barrayar
Barrayar è un romanzo di fantascienza della scrittrice statunitense Lois McMaster Bujold. Pubblicato nel 1991, è il terzo romanzo del Ciclo dei Vor, ed è la continuazione della storia narrata nel romanzo L'onore dei Vor. Ha vinto il premio Hugo 1992.

## Trama
- Credo che volerà in alto, mia cara capitana.»
Alla morte dell'imperatore Ezar Vorbarra, Aral Vorkosigan, nominato reggente dallo stesso imperatore, ha la responsabilità di evitare che il pianeta Barrayar piombi nel caos. Il principe Gregor, nipote dell'imperatore, ha solo cinque anni e intorno alla sua figura si scatena una faida interna. In seguito ad un attentato con un gas mortale la moglie di Aral, Lady Cordelia Naismith Vorkosigan, assume un antidoto che ha effetti teratogeni; il feto che la donna porta in grembo subisce così un danno quasi irreparabile al sistema scheletrico, con il rischio di gravi deformità. Ciò scatena l'ira del vecchio Conte Piotr, padre di Aral, che dimostra in varie occasioni di nutrire la speranza che quell'erede deforme possa non nascere mai. Grazie all'aiuto di un giovane e brillante medico, il feto viene trasferito in un replicatore uterino di origine betana e sottoposto a una speciale terapia sperimentale, nel disperato tentativo di ridurre l'entità della malformazione.
Nel frattempo, ha inizio una vera e propria guerra civile, scatenata dal Conte Vordarian, che guida una fazione conservatrice ostile alla politica progressista dei Vorkosigan. Quando Vordarian s'impadronisce della capitale la famiglia Vorkosigan si trova nella residenza di Vorkosigan Surleau; Cordelia, insieme al vecchio conte Piotr e al fedelissimo sergente Bothari, si rifugia fra le montagne.
Durante la guerra, Vordarian si auto-proclama imperatore e si rifugia nel palazzo imperiale di Vorbarr Sultana, nel quale rinchiude molti ostaggi, ed il replicatore contenente il feto del piccolo Miles Vorkosigan in gestazione. Dopo una rocambolesca fuga attraverso le campagne, nel terrore di essere raggiunta dai sicari di Vordiarian, Cordelia si ricongiunge con Aral, che non si mostra però intenzionato a intervenire per recuperare il replicatore, a causa dei rischi che l'operazione potrebbe comportare. Delusa, Cordelia, la sua guardia personale Droushnakovi e il sergente Bothari partono per una missione disperata, senza informarne Aral. Mentre i tre si allontanano dal quartier generale dei Vorkosigan s'imbattono nel tenente Koudelka e sono costretti a portarlo con sé. Durante l'operazione, che avrà successo, i quattro riescono anche a liberare Lady Vorpatril, incontrata fortuitamente, e che dà alla luce un figlio, Ivan. Vordarian rimane ucciso nella sua stanza, e gli appartamenti imperiali subiscono gravissimi danni a causa dell'incendio appiccato da Bothari con una pistola al plasma. L'ordine viene ristabilito, e finalmente, Miles Vorkosigan entra in scena, con la "nascita" dal replicatore uterino. Ancora bambino, Miles mostra di compensare ampiamente il danno fisico subito (la fragilità scheletrica) con una straordinaria intelligenza e attitudine al comando, tanto da risvegliare le speranze dell'anziano nonno Piotr.
La prosecuzione della saga avviene nel romanzo L'apprendista ammiraglio.

## Edizioni
- Lois McMaster Bujold, Barrayar, 1991.
- Lois McMaster Bujold, Barrayar, traduzione di Gianluigi Zuddas, collana Cosmo Oro n° 132, Editrice Nord, 1993,  p. 333, ISBN 88-429-0711-1.